# 東方三博士の礼拝 (マイーノ)
『東方三博士の礼拝』(とうほうさんはかせのれいはい、西: La Adoración de los Reyes Magos、英: The Adoration of the Magi) は、スペインのバロック期の画家フアン・バウティスタ・マイーノが1612-1614年にキャンバス上に油彩で制作した絵画である。画家の最高傑作の1つと称賛され、最も輝かしく、色彩豊かなカラヴァッジョ様式の作例となっている。現在、マドリードのプラド美術館に所蔵されている。
この絵画は何世紀もの間、トレドのサン・ペドロ・マルティール (San Pedro Mártir＝殉教者聖ペテロ) 教会の高祭壇にあった衝立の一部をなしていた。本作は対作品である『羊飼いの礼拝』 (プラド美術館) とともに祭壇衝立の一段目を構成し、中央の聖母マリアを表した彫刻の右側に置かれていた。二段目には『キリストの復活』と『聖霊降臨』 (ともにプラド美術館) が配置された。これら4作品はすべて、トレドとその周辺にあったティントレットおよびエル・グレコの作品と同じく非常な縦長の構図で描かれている。

## 歴史
1612年2月14日に、フアン・バウティスタ・マイーノ修道士は、サン・ペドロ・マルティール教会のために本作と『羊飼いの礼拝』の2点のイエス・キリスト降誕図、及び『キリストの復活』と『聖霊降臨』を制作する契約に署名した。翌年の6月、マイーノはドミニコ会に入り、サン・ペドロ・マルティール修道院に居を構えた。
本作を含め祭壇衝立を構成していた4作品は、メンディサーバルの没収と呼ばれたスペインにおける教会財産の一斉没収により教会から取り外された。このいわゆるカルリスタ戦争における一連の美術作品の国有化は、イサベル2世 (スペイン女王) 時代の首相の名にちなんでいる。『東方三博士の礼拝』と他の3作品は、1832年に当時のマドリードにあったトリニダード美術館の目録に記載された。1872年には、トリニダード美術館から最終的にプラド美術館に移された。

## 作品

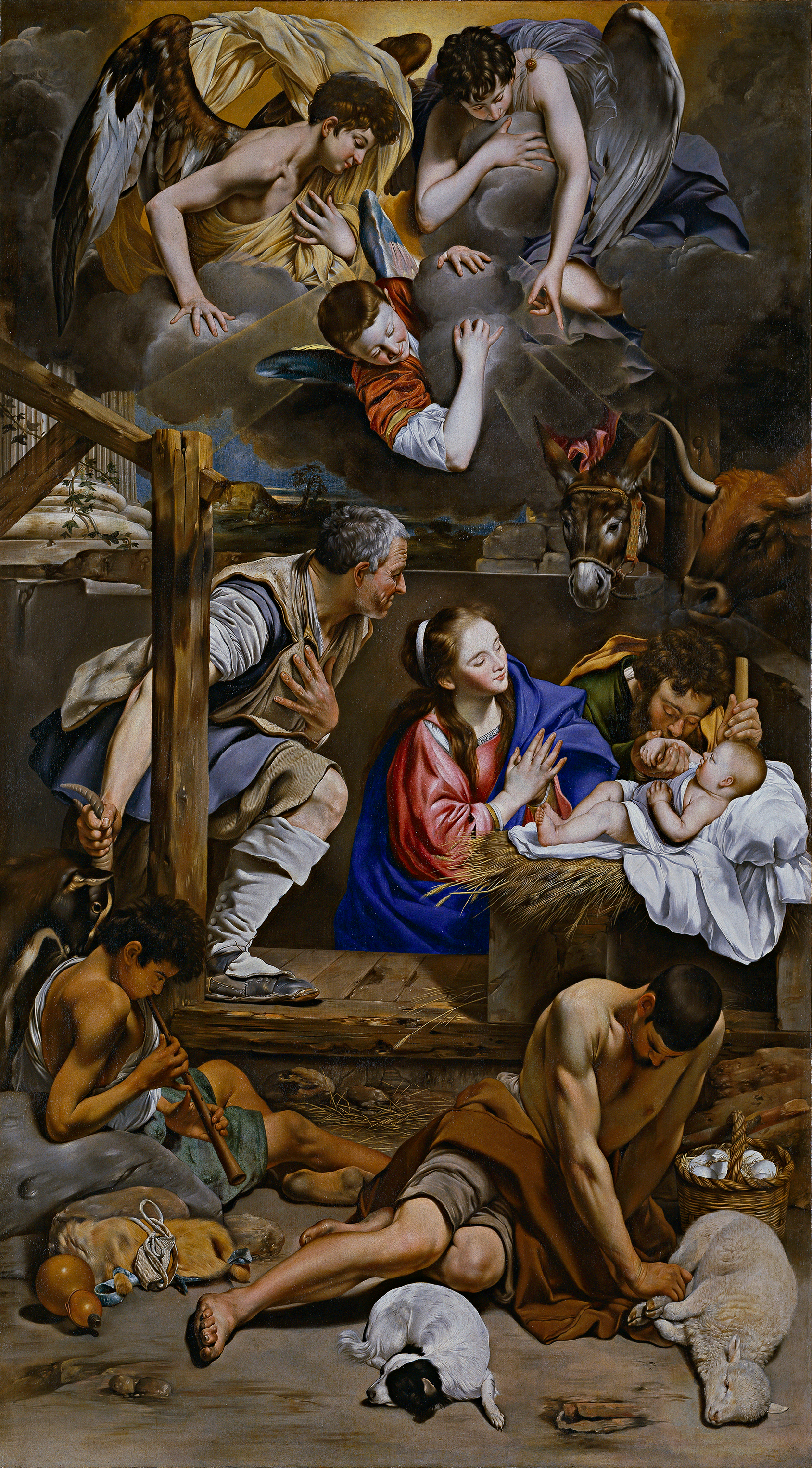
『羊飼いの礼拝』 (1612-1614年ごろ)、プラド美術館

本作は、対作品である『羊飼いの礼拝』とともに祭壇衝立の一段目という位置により、鑑賞者が間近で見ることを考慮して描かれた。主題はマタイによる福音書第２章にある「東方三博士の礼拝」 (マギの礼拝) であり、誕生したばかりの幼子イエスに敬意を表し、贈り物をするために三人の王 (マギ) がやってくる場面が描かれている。情景は、ローマの最も有名な建造物コロセウム (異教の象徴) の遺跡の中に設定されている。壁には常緑のツタが茂っているが、中世の「東方三博士の礼拝」の図像には一般的に描かれたものである。
右側には聖家族が描かれている。幼子イエスは、異教の象徴コロセウムの上に君臨するキリスト教信仰を体現する。聖母マリアはイエスを膝の上に載せ、マントで彼の身体の一部をくるんで、三博士を祝福するイエスを左手で支えている。イエスの背後にいる聖ヨセフは右手の人差し指でイエスを指しているが、この仕草はカラヴァッジョに由来する。ヨセフの仕草は、画面左側で巡礼者の帽子を被り、イエスを指さしている若い男によって繰り返されている。彼は画家の自画像であるといわれている。
この絵画にはマイーノの特質が多く見られる。細かく正確な筆遣いと天性の写実能力によって、三博士が捧げる贈り物などの静物が細部描写で、まるでそこに実在するかのようにリアルに表現されている。強い光によって照らし出された人物や物は、それらの影によって形状を際立たせている。光と影による立体表現はカラヴァッジョが得意とした画法であるが、マイーノの本作にはカラヴァッジョのような包み込むような影は見受けられない。一方、黒人の王バルタザール (Balthasar) の色彩豊かな肩掛けや、白いターバンを巻いたメルキオール  (Melchior) が着けているダマスク織風の衣服などには、マイーノが輝きのある色彩を好んで使用したことが認められる。画面一番手前にいるカスパール (Caspar) もまた、16世紀のイタリアで流行したような高価な紫色の絹の衣服と金銀のブロケードでできた葉形模様のマントを羽織っている。

## 本来の祭壇衝立の復元
『東方三博士の礼拝』と『羊飼いの礼拝』は、2016年9月2017年1月までナショナル・ギャラリー (ロンドン) に貸し出され、ナショナル・ギャラリーで開かれた「カラヴァッジョを越えて」展におけるトレドの状況を示した。その後、カスティーリャ＝ラ・マンチャ大学は2017年に本来の祭壇衝立の復元図を発行したが、復元された祭壇衝立は、現代の高解析度画像によるプラド美術館所蔵作品の複製とともにトレドのサン・ペドロ・マルティール教会に設置されている。